# Хутор 3-й
Хутор 3-й — упразднённый хутор в Троицком районе Челябинской области России. Входил в состав Яснополянского сельсовета. Исключен из учётных данных в 1983 году.

## География
Располагался у безымянного пересыхающего озера, на расстоянии примерно 2,5 км по прямой к востоку от окраин посёлка Ясные Поляны.

## История
По данным на 1970 год входил в состав Карсинского сельсовета. В нем располагалась ферма 1-го отделения учебного хозяйства.
Исключен из учётных данных решением Челябинского облисполкома от 28 февраля 1983 года № 134.

## Население
| 1970 | 1977 | 1983 |
| ---- | ---- | ---- |
| 19   | ↘10  | ↘0   |